# جاده فرعی (فیلم)
جاده فرعی (انگلیسی: Bypass Road) فیلم درام دلهره آور زبان هندی، محصول سال ۲۰۱۹ هند است که فیلمنامه آن را نیل نیتین موکش به نگارش درآورده است و کارگردانی آن را نمن نیتین موکش (Naman Nitin Mukesh) بر عهده داشته‌است. نقش‌های اصلی فیلم را نیل نیتین موکش، آدا شرما و شاما سیکاندر بازی کرده‌اند. این فیلم که با بودجه ای بالغ بر ۷ کرور ساخته شده بود در روز ۸ نوامبر ۲۰۱۹ به اکران در آمد و برخلاف انتظار بیش از ۱۵ کرور فروش داشت. نقش آفرینی بازیگران، توسط منتقدان و مخاطبان مورد ستایش قرار گرفت.

## پیوند بیرونی
- جاده فرعی در بانک اطلاعات اینترنتی فیلم‌ها (IMDb)